# Seiganto-ji

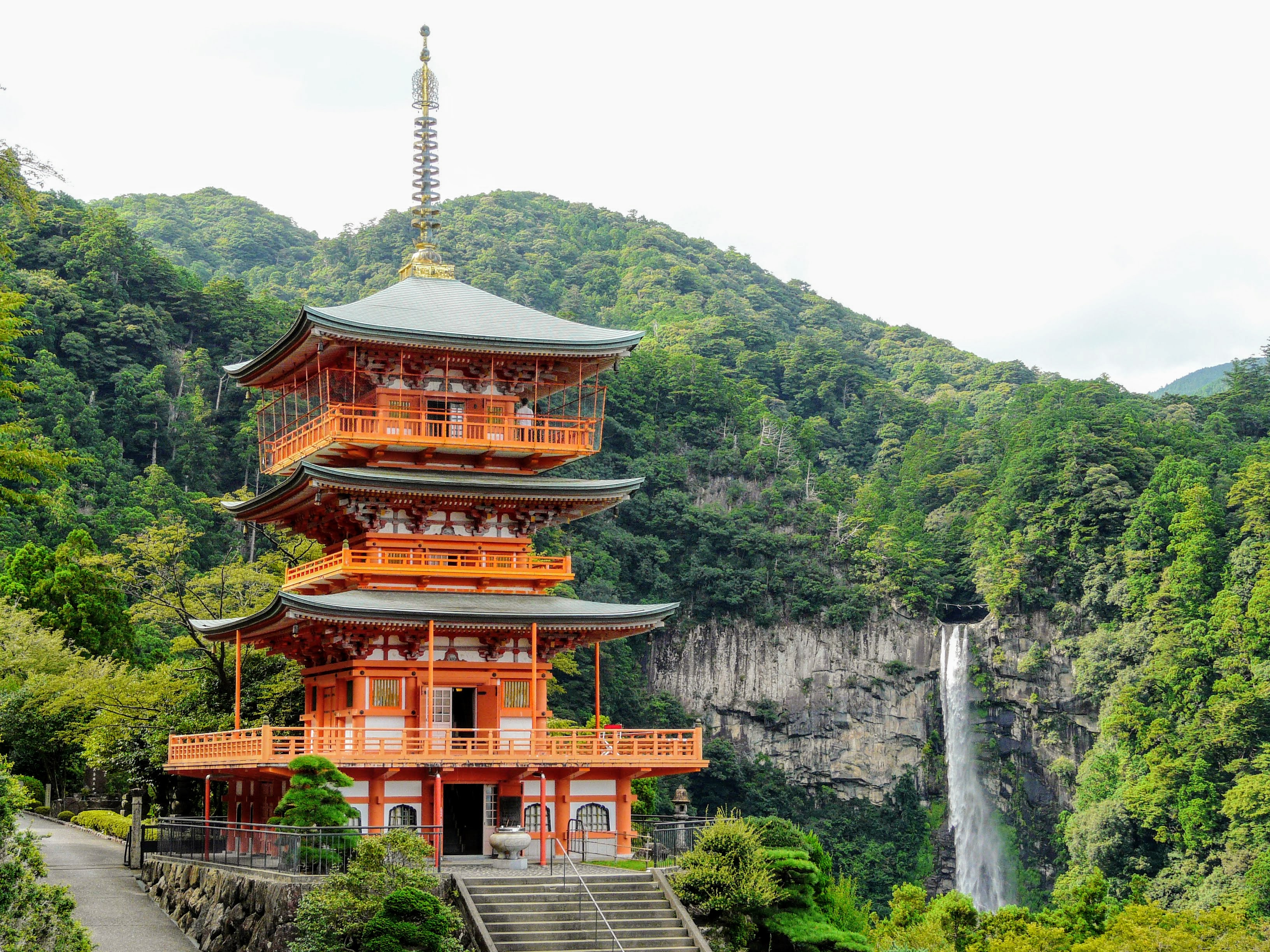
Pagode am Seiganto-ji, rechts daneben der heilige Wasserfall

Der Seiganto-ji (jap. 青岸渡寺) ist ein Tendai-shū-Tempel in der Gemeinde Nachi-Katsuura im Landkreis Higashimuro der Präfektur Wakayama in Japan.
Der ursprüngliche Bau des Tempels datiert aus der Zeit vom 5. bis 7. Jahrhundert. Die Hauptbauten stammen aus dem Jahr 1590 und wurden im Jahr 1924 komplett restauriert. Vor dem Jahr 1868 und den damals erlassenen Shinbutsu-Bunri-Gesetzen war der Seiganto-ji als Nyoirinkannon-dō (如意輪観音堂) bekannt. Bis zu diesem Zeitpunkt war im Verlaufe des Shinbutsu-Shūgō kein wesentlicher Unterschied zwischen buddhistischen oder shintōistischen Heiligtümern in der Umgebung gemacht worden.
Der Seiganto-ji befindet sich in unmittelbarer Nähe zum heiligen Wasserfall Nachi-no-(Ō)taki (auch Ichi-no-taki; mit 133 Metern der höchste Wasserfall Japans) und zum Kumano Nachi-Taisha und bildet mit diesem sowie dem Kumano Hayatama-Taisha, dem Kumano Hongū-Taisha und dem Fudarakusan-ji den Kumano-sanzan, die südlichste der Heiligen Stätten und Pilgerstraßen in den Kii-Bergen, die 2004 von der UNESCO in die Liste des Weltkulturerbes aufgenommen wurden.
Die Haupthalle, die Toyotomi Hideyoshi 1590 erbauen ließ, und die kleine steinerne Pagode an der Nordseite der Haupthalle aus dem Jahr 1322 im Hōkyōin-Stil (宝篋印塔) sind als Wichtiges Kulturgut registriert.
Der Seiganto-ji ist der erste der 33 Tempel des Saigoku-Pilgerweges (西国三十三箇所, Saigoku sanjūsankasho), eine Pilgerreise, die erstmals im Jahr 1161 durchgeführt wurde.